# 다케다촌 (돗토리현 도하쿠군 1953년)
다케다촌(竹田村)은 돗토리현 도하쿠군에 있던 촌이다. 현재의 미사사정의 일부에 해당한다.

## 역사
- 1889년 10월 1일 - 정촌제 시행에 의해 가와무라군 니시타케타촌, 히가시타케타촌, 미나모토촌이 성립하였다.
- 1896년 4월 1일 - 군 통합에 의해 도하쿠군에 소속되었다.
- 1911년 11월 1일 - 니시타케타촌, 히가시타케타촌, 미나모토촌이 합병해 다케다촌이 성립하였다.
- 1934년 - 대홍수로 관공서 및 산업조합이 침수되어 농경지에 큰 피해가 발생함.
- 1953년 11월 1일 - 미사사촌·아사히촌·오시카촌·미토쿠촌과 합병해 미사사정이 정으로 승격, 신설하여 폐지되었다.

## 참고문헌
- 角川日本地名大辞典 31 鳥取県
- 『市町村名変遷辞典』東京堂出版、1990年。